# SU Ursae Majoris
SU Ursae Majoris är en dvärgnova  i stjärnbilden Stora björnen. Den är prototypstjärna för en undergrupp av variabler,  SU Ursae Majoris-variabler (UGSU), som karaktäriseras av att ha två typer av utbrott. Den ena typen, ”vanliga utbrott”, är korta utbrott som liknar utbrotten hos SS Cygni-variabler (UGSS). Den andra typen, ”superutbrott”, är starkare, med ungefär 2 magnituder, och har en varaktighet som är minst fem gånger längre. Superutbrotten är inte lika ofta förekommande. Under superutbrotten uppvisar ljuskurvan periodiska variationer med 0,2-0,3 magnituder, som ganska väl överensstämmer med omloppstiden för dubbelstjärnans komponenter. Omloppstiden är kortare än 0,1 dygn.
SU Ursae Majoris utbrott upptäcktes av den ryska astronomen Lydia Ceraski 1908. Stjärnan varierar mellan visuell magnitud +10,8 och 16,0 under sina superutbrott. Perioden för dess ”normala” utbrott är 0,0763754 dygn eller 109,9806 minuter.